# Prioria copaifera
Prioria copaifera är en ärtväxtart som beskrevs av August Heinrich Rudolf Grisebach. Prioria copaifera ingår i släktet Prioria och familjen ärtväxter. Inga underarter finns listade i Catalogue of Life.